# 阿西妮娅·德尔卡斯蒂略
阿西妮娅·德尔卡斯蒂略·贝维德（西班牙語：Athenea del Castillo Beivide；2000年10月24日—），西班牙女子职业足球运动员，司职前锋，目前效力于皇家马德里足球俱乐部和西班牙国家女子足球队。2023年，她代表西班牙参加国际足联女子世界杯并夺得冠军。2024年，她代表西班牙参与夏季奥林匹克运动会女子足球比赛。